# Aphelocephala pectoralis
Aphelocephala pectoralis es una especie de ave Passeriformes, del género Aphelocephala, que pertenece a la Superfamilia Meliphagoidea (de la familia de los Pardalotidae, perteneciente a la subfamilia Acanthizidae), endémica de Australia.